# روفا أنتاناناريفو
روفا أنتاناناريفو /ˈruːvə/ (قالب:Lang-mg قالب:IPA-mg) هو مجمع القصر الملكي (روفا - Rova) في مدغشقر الذي كان بمثابة موطن ملوك مملكة إيمرينا (Merina Kingdom) في القرنين السابع عشر والثامن عشر، بالإضافة إلى حكام مملكة مدغشقر في القرن التاسع عشر. نظيرتها هي قرية أمبوهيمنغا المحصنة القريبة، والتي كانت بمثابة المقر الروحي للمملكة على النقيض من الأهمية السياسية لروفا في العاصمة. تقع الروفا في مدينة أنتاناناريفو وسط المرتفعات الوسطى، وتحتل أعلى نقطة في انالامانجا (Analamanga)، والتي كانت في السابق أعلى التلال العديدة في أنتاناناريفو. يُعتقد أن ملكة ميرينا أندريانجاكا (Andrianjaka)، التي حكمت مملكة ميرينا من حوالي 1610 حتى 1630، قد إحتلت أناليامانجا من ملك فازيمبا (Vazimba) حوالي 1610 أو 1625 وأقامت أول مبنى ملكي محصن في الموقع. استمر ملوك ميرينا المتعاقبة في الحكم من الموقع حتى سقوط النظام الملكي في عام 1896، وكثيراً ما استعادوا أو قاموا بتعديل أو إضافة هياكل ملكية داخل المجمع لتناسب احتياجاتهم.

## أعلام
- رانافالونا الأولى
- رانافالونا الثانية